# NGC 6749
NGC 6749 é um aglomerado globular na direção da constelação de Aquila. O objeto foi descoberto pelo astrônomo John Herschel em 1827, usando um telescópio refletor com abertura de 18,6 polegadas. Devido a sua moderada magnitude aparente (+12,4), é visível apenas com telescópios amadores ou com equipamentos superiores. 